# カイショウ無いね
「カイショウ無いね」は、1985年9月26日にワーナー・パイオニアから発売された中村繁之の2枚目のシングルである。

## 概要
『素直におなりよ』は2022年3月時点、未CD化。

## 収録曲
1. カイショウ無いね
作詞：売野雅勇／作曲・編曲：馬飼野康二
2. 素直におなりよ
作詞：佐藤純子／作曲：長沢ヒロ／編曲：入江純